# Sonia Álvarez Leguizamón
Sonia Álvarez Leguizamón (16 de enero de 1954, Salta) es una socióloga, y antropóloga argentina. Obtuvo una licenciatura en trabajo social por la Universidad Católica de Salta, y por la Universidad Nacional de Córdoba.
Álvarez Leguizamón es conocida por sus trabajos sobre la pobreza. Es especialista de temas de antropología urbana, a nivel regional, actuando en actividades académicas y científicas, como profesora asociada, en la Facultad de Humanidades, en la Universidad Nacional de Salta. Ha sido secretaria académica de la Universidad Nacional de Salta.

## Algunas publicaciones

### Libros
- Formas de racismo indio en la Argentina y configuraciones sociales de poder (1ª edición). Prohistoria Ediciones. 2017. ISBN 978-987-3864-63-6.
- Estudios sobre la estructura social en la Argentina contemporánea (1ª edición). Consejo Latinoamericano de Ciencias Sociales - C.L.A.C.S.O. 2016. ISBN 978-987-722-222-7. (En coautoría)
- La reforma social en América Latina en la encrucijada (1ª edición). Consejo Latinoamericano de Ciencias Sociales - C.L.A.C.S.O. 2016. ISBN 978-987-722-208-1. (En coautoría)
- Memorias del vino, paisajes de bodegas (1ª edición). Prohistoria Ediciones. 2015. ISBN 978-987-1855-98-8. (En coautoría)
- Poder y salteñidad (1ª edición). Centro Promocional de Investigaciones en Historia y Antropología - CEPIHA. 2010. ISBN 978-987-1602-02-5.
- Pobreza y desarrollo en América Latina (1ª edición). Universidad Nacional de Salta. 2008. ISBN 978-987-633-010-7.[4]
- Poverty: An International Glossary.[nota 3]
- Trabajo y producción de la pobreza en Latinoamérica y el Caribe (1ª edición). Consejo Latinoamericano de Ciencias Sociales - C.L.A.C.S.O. 2005. ISBN 978-987-1183-23-4.
- Abordajes y perspectivas 2 (1ª edición). Ministerio de Educación de la Provincia de Salta. 2004. ISBN 978-987-1196-03-6. (En coautoría con Susana Alicia Constanza Rodríguez)
- Cuestión Social y Política Social en el Gran Buenos Aires (1ª edición). Ediciones Al Margen. 2002. (En coautoría con Luciano Andrenacci)[5]

### Capítulos de libros
- La invención del desarrollo social en Argentina: historia de las opciones preferenciales por los pobres. En Problemas de política social en la Argentina contemporánea. Por Luciano Andrenacci, Ana Luz Abramovich. Edición ilustrada de Prometeo Libros, 337 pp. Quién se llevó mi queso 2000

### Revistas
- La transformación de las instituciones de reciprocidad y control, del don al capital social y de la "biopolítica" a la "focopolítica”. Rev. Venezolana de Economía y Ciencias Sociales 8 ( 1) Caracas, 2002

- Focopolítica y gubernamentalidad neoliberal, las políticas sociales en Bertololotto y Lastra. En “Políticas públicas y pobreza en el escenario post 2002”. Editora CEFOMAR, 2008

- Neoliberal and Neo-Colonial Governmentality, social policies and Strategies against poverty (from the North,), alternatives from the South (The case of South America and the Caribbean). En Puyana & Samwel “Strategies Against Poverty: Designs from the North and Alternatives from the South”, (CLACSO-CROP)

- Biopolíticas neoliberales y focopolítica en América Latina, los programas de transferencia condicionadas. En prensa en Barba (comp.) “América Latina frente a los desafíos de la cohesión social”. CLACSO-CROP

## Citas de autores sobre Álvarez Leguizamón
- library.wur.nl/WebQuery/catalog/lang/1831590

- Zed Books Poverty: An International Glossary Definitions of poverty: twelve clusters of meaning - Paul Spicker Contributors Index. About the Authors ... www.zedbooks.co.uk/book.asp?bookdetail=4133

- New Agriculturist 2007-6: Book reviews www.new-agri.co.uk/07/06/books.php

- Public output by Paul Spicker 99-118. Spicker, P. (2007). The idea of poverty. Spicker, P., Álvarez Leguizamon, S., & Gordon, D. (2007). Poverty: an international glossary ... publicoutputs.rgu.ac.uk/CREDO/open/mainpublications.php?novell=abspss

- Books for Change booksforchange.net/poverty.html

- 【楽天市場】Poverty: An International Glossary：楽天ブックス item.rakuten.co.jp/book/5466726/

- Daum 책 book.daum.net/bookdetail/book.do?bookid=ENG9781842778227

- Comments on: November, buku dan aku minggu lepas pulun buku2 on riots and terrorism sekarang currently reading Real life issues: money - mudin001.com/2007/12/04/november-buku-dan-aku/feed/

- Poverty | ISBN 9781842778234 (1842778234) | Aiming to help overcome difficulties arising from the lack of an agreed vocabulary, this reference work is useful for researchers, students and policy ... www.bookfayre.cz/books/item/9781842778234.html.cs

- S1517-452220070002 Sociologías 1517-4522 Programa de ... Washington al desarrollo basado en derechos 2004 artigos.scielo.br/S1517 -452220070002.xml

## Honores

### Membresías
- Ateneo de Derecho y Ciencias Sociales[6]